# Iwan Stanczow
Iwan Iwanow Stanczow (ur. 1 kwietnia 1929 w Sofii, zm. 24 listopada 2021 w Szkocji) – bułgarski dyplomata i polityk, od wczesnej młodości mieszkał na emigracji, najpierw w Stanach Zjednoczonych, następnie w Wielkiej Brytanii. Był ambasadorem Bułgarii w Londynie (1991–1994) oraz ministrem spraw zagranicznych w tymczasowym rządzie Renety Indżowej (1994–1995).

## Życiorys
Jest synem dyplomaty Iwana Stanczowa seniora i Angielki Caroline Marion Mitchell. Jego dziadek, Dimityr Stanczow, na początku XX wieku był ministrem spraw zagranicznych (1906–1908) oraz premierem (1907).
W 1943 jego rodzina wyemigrowała do Stanów Zjednoczonych, zaś sam Stanczow w 1971 roku przeniósł się do Wielkiej Brytanii, gdzie w latach 1991–1994 pełnił funkcję ambasadora Bułgarii. Po upadku rządu Lubena Berowa w październiku 1994 roku został ministrem spraw zagranicznych w tymczasowym gabinecie kierowanym przez Renetę Indżową.
W 2001 roku został członkiem założycielem Bałkańskiego Klubu Politycznego, regionalnego stowarzyszenia skupiającego wybitnych intelektualistów i polityków krajów bałkańskich.